# Marta Puda
Marta Puda (Będzin, 13 de enero de 1991) es una deportista polaca que compite en esgrima, especialista en la modalidad de sable.
Ganó una medalla de bronce en el Campeonato Europeo de Esgrima de 2018, en la prueba individual. Participó en los Juegos Olímpicos de Río de Janeiro 2016, ocupando el sexto lugar en la prueba por equipos.

## Palmarés internacional
| Campeonato Europeo | Campeonato Europeo | Campeonato Europeo | Campeonato Europeo |
| Año                | Lugar              | Medalla            | Prueba             |
| ------------------ | ------------------ | ------------------ | ------------------ |
| 2018               | Novi Sad (Serbia)  | Medalla de bronce  | Sable individual   |